# Mystery Date – Eine geheimnisvolle Verabredung
Mystery Date – Eine geheimnisvolle Verabredung (Mystery Date) ist eine US-amerikanische Filmkomödie von Jonathan Wacks aus dem Jahr 1991.

## Handlung
Der Teenager Tom McHugh ist in seine Nachbarin Geena Matthews verliebt. Sein älterer Bruder Craig, ein Anwalt, kommt zum Besuch. Er übergibt Tom seine Kreditkarte und sein Auto, damit Tom die Frau seiner Träume treffen und sie beeindrucken kann.
Während des Dates wird Tom von den Mitgliedern des organisierten Verbrechens verfolgt, die ihn für Craig halten und eine wertvolle Vase übernehmen wollen, die sich angeblich im Besitz von Craig befinden sollte. Der Teenager findet im Kofferraum des Wagens eine Leiche mit einer Waffe. Als Tom von einem Polizisten gestellt wird, löst sich aus der Waffe ein Schuss, der den Polizisten tödlich trifft. Tom versteckt die Leiche des Polizisten im Kofferraum und setzt sein Date mit Geena fort. Im Laufe des Abends geraten Tom und Geena in immer brenzligere Situationen. Am Ende überstehen sie heil sämtliche Gefahren.

## Kritiken
Roger Ebert schrieb in der Chicago Sun-Times vom 16. August 1991, der Film sei eine „schwachsinnige“ („moronic“) Komödie, die wie eine Übung im Schreiben der Fernseh-Sitcoms wirke. Lediglich die Energie der Darstellungen bewahre ihn davor, ein „Abfall“ zu sein. Er sei einer der Filme mit einer unglaubwürdigen Ausgangssituation, derer Zuschauer darauf warten, dass die Drehbuchautoren die Lage auf die Reihe bringen würden. Die Charaktere seien unglaubwürdig; die Komödie sei manipulativ und unwitzig.
Das Lexikon des internationalen Films meinte: „Anspruchslose Teenager-Komödie, die gemessen an vergleichbaren Filmen des Genres aber amüsante und überraschende Unterhaltung bietet.“

## Hintergrund
Der Film wurde in Vancouver gedreht. Seine Produktionskosten betrugen schätzungsweise 10 Millionen US-Dollar. Der Film spielte in den Kinos der USA ca. 6,17 Millionen US-Dollar ein.